# Bohumil Muzikant
Plukovník Bohumil Muzikant (11. května 1914, Loštice – 23. května 1986, Praha) byl český voják, účastník zahraničního československého protinacistického odboje za druhé světové války.

## Život

### Před odchodem do zahraničí
Po maturitě na gymnáziu v Kroměříži vstoupil do československé armády, kde působil jako důstojník z povolání až do začátku okupace. Po rozpuštění armády se vrátil domů, již tehdy s úmyslem emigrovat do zahraničí.
První pokus překročit hranice protektorátu do Polska se nezdařil. V lednu 1940 však úspěšně překročil hranice na Slovensko, odkud se přes Maďarsko, Jugoslávii, Řecko a Turecko dostal do Libanonu. Zde byl zařazen do jednotky chystající se na cestu do Francie.

### Zahraniční účast v bojích
Do Francie dorazil do středomořského přístavu Agde, kde se soustřeďovali českoslovenští uprchlíci, hlásící se do armády. Přidělen byl k 1. pluku československé divize, se kterým se v červnu 1940 účastnil obranných bojů francouzské armády. Poté, co Němci odrazili francouzský odpor, byla divize nucena ustoupit na jih až k přístavu Sète, odkud se na egyptském parníku v anglických službách přeplavila do britského Liverpoolu. Odtud se 13. června, den po připlutí, přesunula do stanového tábora v parku Cholmondeley.
V Anglii se podílel zejména na protiletecké obraně a obraně pobřeží. Roku 1942 prodělal parašutistický výcvik, pro případ výsadku v Protektorátu.

### Osvobozování vlasti
V roce 1944 byl spolu s dalšími asi 50 československými důstojníky převelen do Sovětského svazu, kde měl doplnit velitelský sbor 1. československé samostatné brigády v SSSR. Kapitán Muzikant byl přidělen k 2. paradesantní brigádě pod velením podplukovníka Vladimíra Přikryla, se kterou se účastnil těžkých bojů v podhůří Karpat.
Dne 10. října 1944 přiletěla brigáda na letiště Tri Duby, aby pomohla v bojích Slovenského národního povstání. Zapojila se do obranných bojů v okolí Zvolena a Dobré Nivy.
Po porážce povstání, se brigáda na Přikrylův rozkaz rozdělila na několik menších skupin a přešla na partyzánský způsob boje. Jedné z těchto skupin velel kapitán Muzikant. V těžkých podmínkách, kdy vojáci strádali hladem a zimou, se 15. února 1945, po třech a půl měsících partyzánského boje probili u Brezna nad Hronom k postupující sovětské armádě.
Dne 28. května 1945 navštívil, tehdy už v hodnosti štábního kapitána, rodné Loštice, kde byl svými spoluobčany vítán jako hrdina.

### Po válce
I po válce zůstal u armády. Sloužil v Hradci Králové, Českých Budějovicích, ve Vysokém Mýtě a Rokytnici. V letech 1946 až 1948 absolvoval v Praze Válečnou školu, do roku 1954 byl náčelníkem vojenského učiliště v Hranicích a v Praze přednášel taktiku. Vojenskou kariéru zakončil v hodnosti plukovníka jako náčelník vojenského učiliště v Praze.
Jako účastník československého zahraničního odboje i on pocítil represe komunistického režimu, i když zdaleka ne v takové míře, jako mnoho jeho kolegů. V roce 1958 byl ve svých 44 letech předčasně poslán do zálohy a ocitl se bez zaměstnání. Našel si pak práci jako frézař, později se stal správcem budov Fakulty jaderné fyziky v Praze. Při zaměstnání vystudoval vysokou školu a získal titul inženýra.
Zemřel v Praze 23. května 1986.

## Ocenění
Mezi množstvím ocenění jak ze západní, tak východní fronty to byl především Československý válečný kříž 1939 (třikrát) a Medaile za chrabrost.